# Медисън (окръг, Тексас)
Окръг Медисън (на английски: Madison County) е окръг в щата Тексас, Съединени американски щати. Площта му е 1222 km², а населението - 12 940 души (2000). Административен център е град Медисънвил.